# 沈黙法廷
『沈黙法廷』（ちんもくほうてい）は佐々木譲による小説。『北海道新聞』、『中日新聞』、『東京新聞』、『西日本新聞』の朝刊に2015年4月26日から2016年6月22日まで、『河北新報』の夕刊に2015年5月11日から2016年9月28日まで連載され、加筆・修正されて2016年に新潮社から刊行された。
2017年にWOWOWの連続ドラマWとしてドラマ化された。

## あらすじ
絞殺死体で発見されたひとり暮らしの初老男性。捜査線上に家事代行業の女性が浮上した。彼女の周辺では他にも複数の男性の不審死が報じられ、ワイドショーは「またも婚活殺人か？」と騒ぐ。公判で無実を訴える彼女は、しかし証言台で突如、黙秘に転じた。彼女は何を守ろうとしたのか。警察小説の雄が挑む新機軸の長編ミステリー。

## 書誌情報
- 2016年11月22日刊行、新潮社、ISBN 978-4-10-455511-6
- 2019年10月29日刊行、新潮文庫、ISBN 978-4-10-122329-2

## テレビドラマ
2017年9月24日から10月22日までWOWOWの連続ドラマWの枠で放送。全5話。

### キャスト

#### 主要人物
山本美紀(中川綾子)
演 - 永作博美
家事代行業
高見沢弘志
演 - 市原隼人
工場勤務。ネットカフェで中川綾子に出会う。

#### 警察関係者
伊室真治
演 - 杉本哲太
赤羽南署刑事
西村敦子
演 - 臼田あさ美
赤羽南署刑事。伊室の部下
石橋康
演 - 寿大聡
赤羽南署刑事。
新庄正男
演 - 金田明夫
赤羽署強行犯係係長
鳥飼達也
演 - 大倉孝二
本庁の刑事
北島徹也
演 - 菅原大吉
大宮中央署刑事。

#### テレビ局
高井陽介
演 - 甲本雅裕
番組ディレクター
立花亮子
演 - 藤本泉
新人ディレクター

#### その他
馬場幸太郎
演 - 北村総一朗
資産家。自宅にて絞殺死体で発見される。
馬場昌樹
演 - 尾上寛之
幸太郎の息子。
丸山香織
演 - 菜葉菜
丸山不動産。幸太郎の不動産を管理している。
矢田部完
演 - 田中哲司
矢田部法律事務所。弁護士。
役名なし
演 - ファーストサマーウイカ
矢田部法律事務所勤務。給料未払いのため退社。
藤原真里
演 - 冨樫真
コンフォート法律事務所。当番弁護士として山本を弁護する。黙秘を貫けと進言する。

### スタッフ
- 原作：佐々木譲
- 脚本：尾崎将也、三浦駿斗
- 監督：村上牧人、東田陽介
- 音楽：遠藤浩二